# Svinö naturreservat
Svinö är en ö och ett naturreservat i Kalmar kommun i Småland.
Området är skyddat sedan 1974 och är 120 hektar stort varav 70 hektar är vattenområde. Det är beläget öster om Kalmar stad vid Ölandsbrons västra fäste.

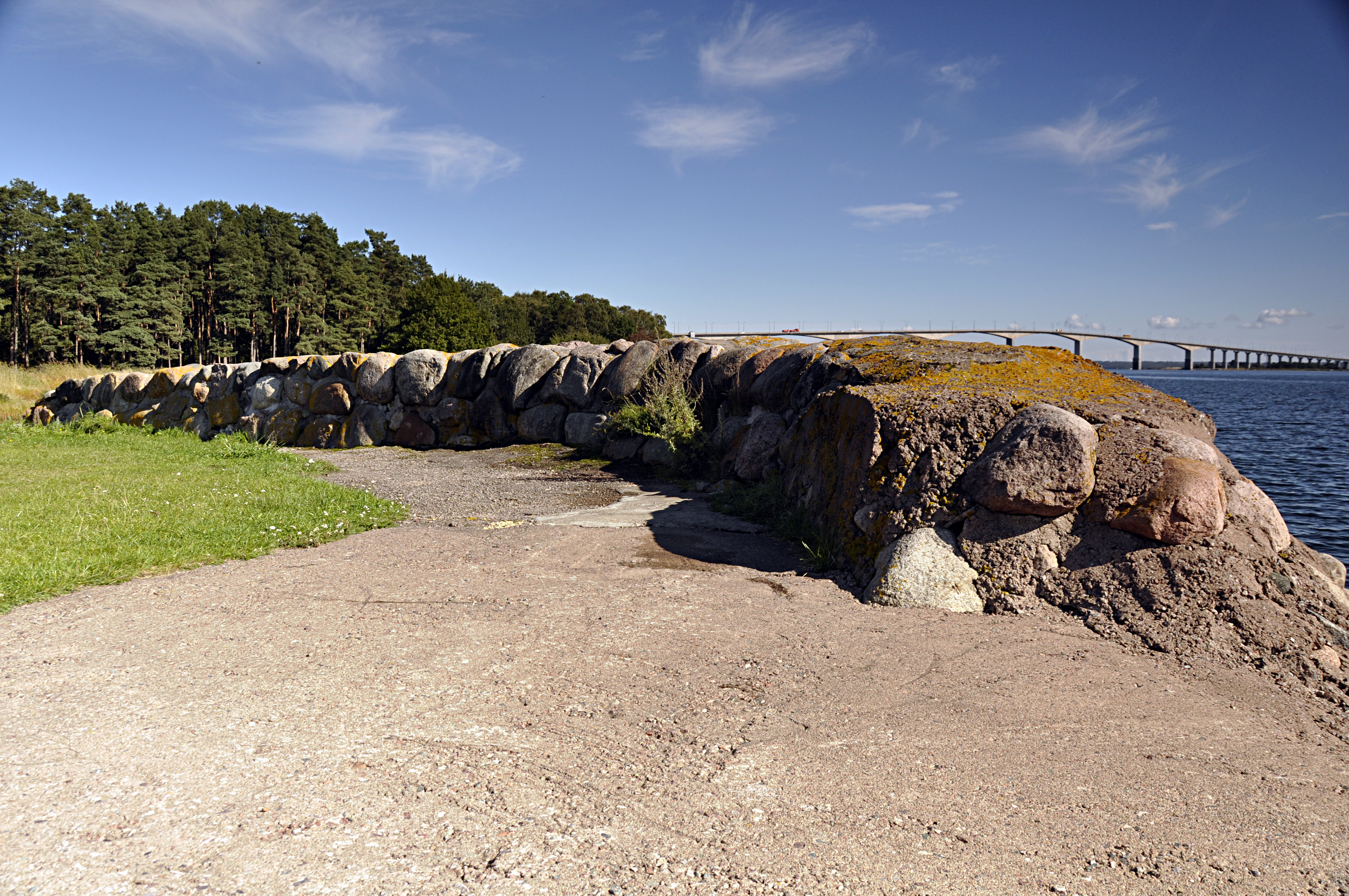
Lämningar efter Svinö skans

Svinö är en låg av morän uppbyggd ö i Kalmarsund bevuxen med barrblandskog. På ön finns ett lager av strandgrus som kastats upp från havet. I öster mera fuktigt. Ön är till stor del bevuxen med tall och gran. Längs öns stränder finns ängar med rik flora. Där växer bland annat klöverärt, strandaster, strandkrypa, ängsskallra och trift. Fågelfaunan utgörs av vadare, änder och doppingar varav de vanligaste arterna är skrattmås, gräsand, strandskata, skäggdopping och vigg. I skogen har noterats bofink, lövsångare, talgoxe, rödhake, kungsfågel, koltrast, trädpiplärka och blåmes.
Flera badplatser finns på ön, som delvis ligger under Ölandsbron. Ön är ett viktigt ströv- och motionsområde för Kalmarborna.
I nordöstra delen finns lämningar efter Svinö skans som användes för att försvara och behärska segelleden genom Kalmarsund.